# Teiușu, Giurgiu
Teiușu este un sat în comuna Isvoarele din județul Giurgiu, Muntenia, România.
Istoric 
La sfârșitul secolului al XIX-lea, comuna făcea parte din plasa Oltenița a județului Ilfov și era formată din satele Ciurari, Ciumați, Coiani (actual Mironești ) și Izvoarele, având în total 2134 de locuitori ce trăiau în 492 de case și 10 bordeie. În comună funcționau două biserici (la Izvoarele și Coiani) și două școli, iar principalii proprietari de pământ erau statul, Elena Ștefănescu, D.H. Vasile și A. Stolojan[1]. Anuarul Socec din 1925 consemnează comuna în plasa Budești a aceluiași județ, având 3762 de locuitori în aceleași sate.[2]
În 1950, comuna a fost transferată raionului Oltenița din regiunea București. Satul Ciumați (pe atunci aflat temporar în comuna Mironești) a primit în 1964 denumirea de Teiușu.[3] Ciumați de la ciuma lui Caragea ,a decimat populația satului mai mult decât în alte locuri . S-au făcut gropi comune capacite cu var . 
În 1968, comuna a revenit la județul Ilfov, reînființat, dar a fost imediat desființată, satele ei trecând la comuna Hotarele. În 1981, o reorganizare administrativă regională a dus la transferarea comunei Hotarele la județul Giurgiu. [4,5] .Comuna Izvoarele a fost reînființată în 2004, cu satele Izvoarele și Teiușu și a primit numele de Isvoarele pentru a o diferenția de altă comună din județ care purta acest nume.[6]
Altitudinea:
Satul se afla la o altitudine medie de 81 m fata de nivelul marii.
Prefix telefonic Teiușu: 0246
Se apreciază ca populația ar fi în jur de 260 persoane .
Note
1.Lahovari,George Ioan (1901),,Izvoarele ,com.rur.județul Ilfov.Marele Dicționar Geografic al României "Stab grafic J.P. Socescu pag.80
2.Comuna Isvoarele în Anuarul Socec al României- Mari. Biblioteca Congresului SUA .
3.Decret nr.799 din 17.12.1964 privind schimbarea denumirii unor localități .
4.Legea nr.2 și 3 din 1968.
5.Legea nr.84 din 2004 privind înființarea unor comune .
 Acest articol despre o localitate din județul Giurgiu este deocamdată un ciot. Puteți ajuta Wikipedia prin completarea lui.